# Brownea disepala
Brownea disepala là một loài thực vật có hoa trong họ Đậu. Loài này được Little miêu tả khoa học đầu tiên.